# Kinh tế Angola
Kinh tế Angola là một trong những nền kinh tế đang phát triển nhanh nhất trên thế giới, nhưng vẫn còn phải phục hồi từ cuộc nội chiến Angola đã ngăn cản Angola từ khi độc lập vào năm 1975 đến năm 2002. Mặc dù có nguồn tài nguyên dầu khí rộng lớn, nhiều kim cương, tiềm năng thủy điện, và đất nông nghiệp phong phú, Angola vẫn còn nghèo, và một phần ba dân số sống dựa vào nông nghiệp. Từ năm 2002, 27 năm sau khi nội chiến đã kết thúc, cả nước đã làm việc để sửa chữa và cải thiện cơ sở hạ tầng bị tàn phá và các tổ chức chính trị và xã hội đang bị suy yếu. Giá dầu quốc tế cao và sản xuất dầu tăng đã dẫn đến một sự tăng trưởng kinh tế rất mạnh trong những năm gần đây, nhưng tham nhũng và khu vực kinh tế-công vẫn còn quản lý rất tồi, đặc biệt là trong lĩnh vực dầu khí, chiếm trên 50% của GDP, hơn 90% doanh thu xuất khẩu và hơn 80% doanh thu của chính phủ.